# Аксель Сандемусе

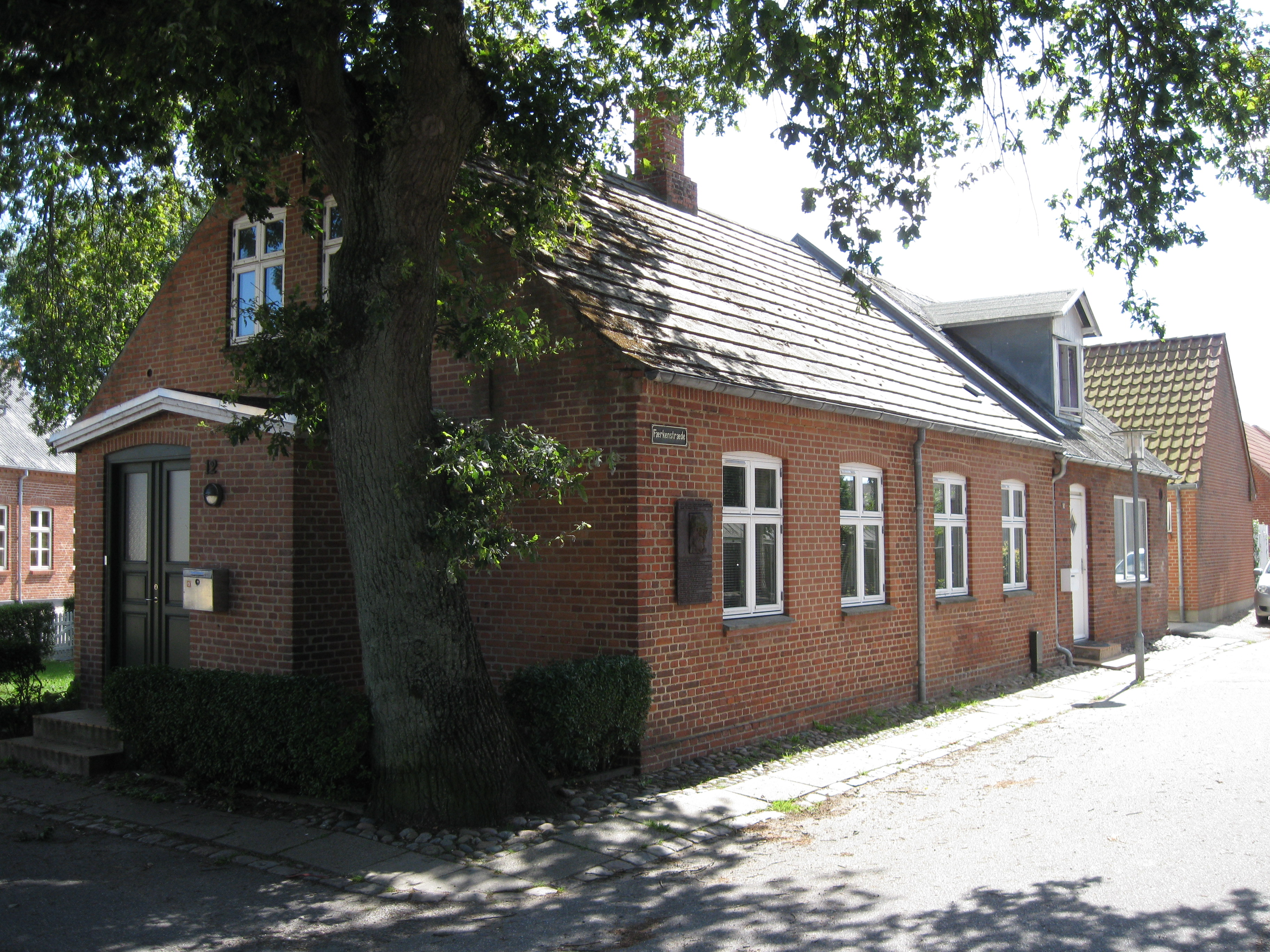
Нюкебінґ-Морс, вулиця Феркенстреде. Будинок, у якому народився Аксель Сандемусе.

А́ксель Са́ндемусе, справжнє ім'я Аксель Ні́льсен (норв. Aksel Sandemose, Axel Nielsen, * 19 березня 1899, Нюкебінґ-Морс, Данія — 6 серпня 1965, Копенгаген, Данія) — норвезький письменник.
Акселем Сандемусе письменник став зватися 19 квітня 1921 року. Його син Б'ярне Сандемусе (* 1926) — винахідник, працює в галузі кіно. Ще один син Єрґен Сандемусе (* 1945) — філософ і письменник. Зокрема, 2004 року він опублікував книжку про батька «Втікач» (Flyktningen). Онука Ібен Сандемусе (*1950) — художниця. Правнук Міккель Сандемусе (* 1974) — кінорежисер.

## Біографія
Аксель Сандемусе народився в сім'ї Єрґена Нільсена (1859—1928) та Амалії Якобсдаттер (1861—1926). Батько, данський коваль, у роки Першої світової війни розбагатів і став фабрикантом. Мама, родом із садиби Сандермусен у місцині Маридален, що в Акері, ще дівчиною приїхала до Ютландії, щоб працювати покоївкою. У цій робітничій родині виріс Аксель — восьмий із дев'яти дітей. Він був обдарований і хотів стати вчителем або священником, але вся його освіта обмежилася початковою школою і шістьма місяцями навчання в педагогічному училищі в Стабю у 1915–1916 роках.
Сандемусе одружився 12 серпня 1921 року в Копенгагені з Даґмар Дітлевсен (28 вересня 1896 — 24 вересня 1984), родом із Нюкебінґа-Моша, дочкою селянина Карла Кнудсена Дітлевсена (1855—1933) і Метте-Марії Мадсен (1862—1908). У травні 1930 року Аксель із дружиною, сином і двома дочками-близнючками переїхав до Осло й жив там до 1941 року, коли йому довелося виїхати до Швеції, щоб уникнути репресій німецької окупаційної влади за те, що мав зв'язки з Норвезьким рухом опору. У 1944-му він розлучився з Даґмар і 30 вересня 1944 року в Стокгольмі одружився вдруге — з бібліотекаркою Евою Борґен (23 вересня 1906 — 3 липня 1959), дочкою лікаря Улава Кастле (1868—1932) і Лаури Фредріки Людовіки Томсон (*1879). Після війни Аксель, Ева і їхні два сини-близнюки оселилися на фермі Х'єркельвік у Сенделеді, що біля Рісера. Овдовівши, Аксель Сандемусе одружився 6 січня 1962 в Люнґбю з данською актрисою Ганне Марґрете Гольбек, уродженою Нільсен (*27 січня 1933), дочкою журналіста Карстена Нільсена (1908—1987) і Гільде Марґрете Рант (*1910). Подружжя переїхало в Осло й мешкало там до самої смерті письменника.
У 1923–1928 роках, перш ніж перебратися до Норвегії, Аксель Сандемусе опублікував шість збірок оповідань і романів данською мовою. Особливе зацікавлення в цій країні викликав морський роман «Судновий домовик» (1927), завдяки якому автор легко зав'язав контакти з норвезькими літераторами. В Осло він відразу ж увійшов у коло членів літературного об'єднання «Проти дня» (Mot Dag), але так і не вступив до нього. Серед його друзів і порадників у ці перші роки були Гельґе Круґ, Йоган Воґт, а особливо Сіґурд Гуль — щирий приятель, перший читач і доброзичливий критик творів Сандемусе. Сіґурд допоміг Акселеві підійти до психоаналізу — засобу, який згодом відіграв велику роль у творчості.
На новому місці Сандемусе відразу ж дав себе знати як талановитий письменник, запальний полеміст і схильний до сутичок любитель випити. За десять років, що минули до початку війни у квітні 1940 року, він видав романи «Втікач перетинає свій слід», «Ми прикрашаємо себе рогами» і кілька менш значних книжок. Сандемусе також написав низку статей у радикальних часописах норвезької столиці.
Перебуваючи у Швеції, Сандемусе опублікував один із своїх найзначніших романів «Минуле — це сон», який 1946 року вийшов у норвезькому перекладі. З інших його творів успіх у читачів мали «Перевертень» і книжка спогадів «Мури навколо Єрихона» (1960). Останні роки свого життя Сандемусе важко хворів, а проте видав кілька книжок, у тому числі «Весілля Феліції», продовження «Перевертня». Остання його закінчена робота — це збірка оповідань «Танцюй, танцюй, Роселілль», що вийшла у світ посмертно — 1965 року. У 1934–1936 письменник видавав журнал «Фешо» (Fesjå), а у 1951–1955 — журнал «Пори року» (Årstidene). Сам же й писав матеріал до них. У повоєнні роки Сандемусе якийсь час був літературний критиком у виданні «Свобода» (Friheten). Крім того, співпрацював з робітничим журналом «Сучасне» (Aktuell), де публікував два цикли — «Послання» (Epistler) і «Моральні ідеї» (Moralske tanker).

## Десять правил закону Янте
1. Не думай, що ти щось особливе
2. Не думай, що ти нам рівня

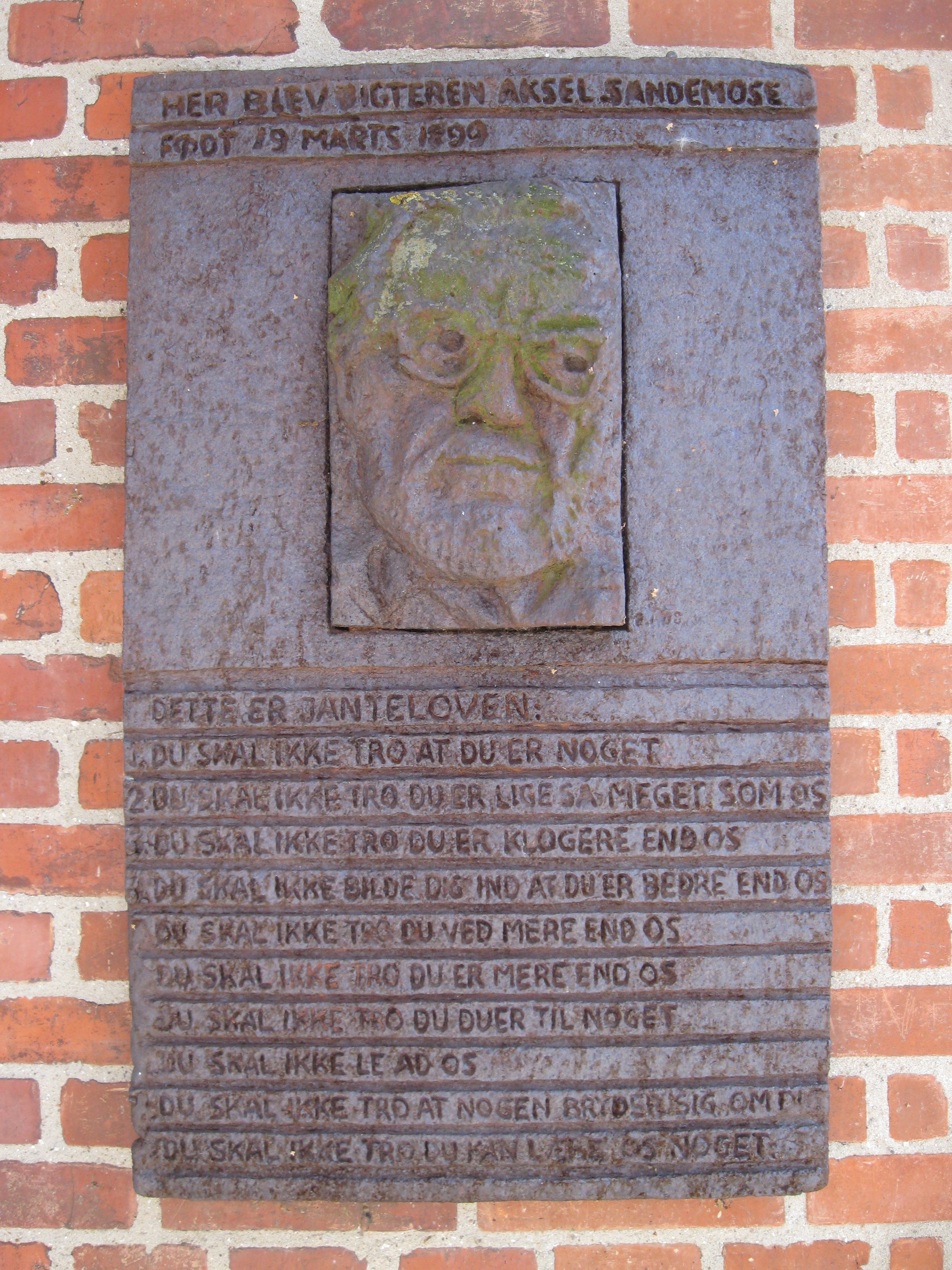
Меморіальна таблиця з десятьма правилами закону Янте, поміщена на рідному домі Акселя Сандемусе.

3. Не думай, що ти розумніший, ніж ми
4. Не обманюй себе тим, що ти кращий, ніж ми
5. Не думай, що ти знаєш більше, ніж ми
6. Не думай, що ти щось більше, ніж ми
7. Не думай, що ти на щось здатен
8. Не смій насміхатися з нас
9. Не думай, що ти комусь потрібен
10. Не думай, що ти можеш нас чогось навчити

## Твори

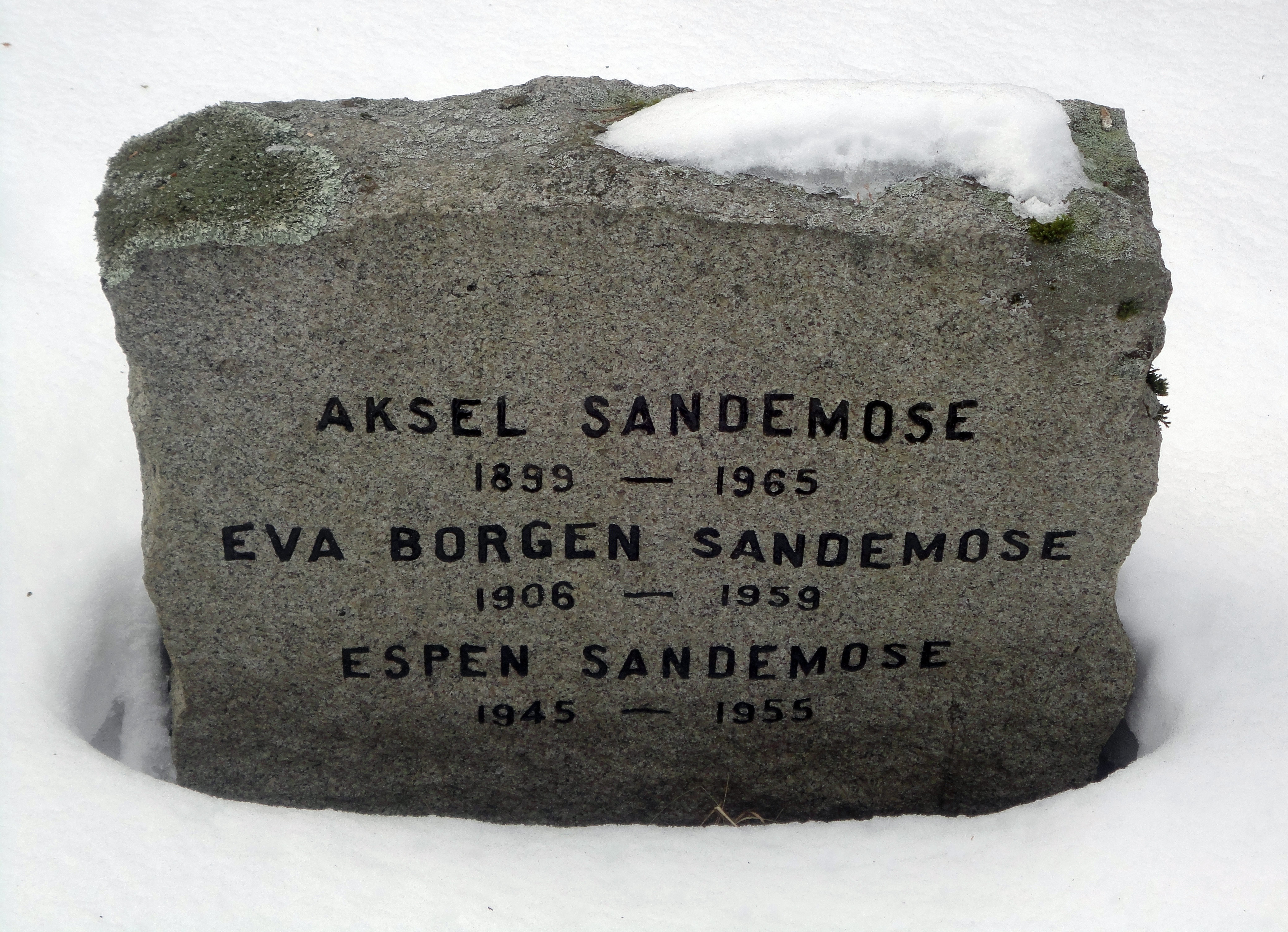
Могила Акселя Сандемусе, його дружини і сина. Осло, цвинтар «Вестре Ґравлунд».

### Романи
- 1923 — Fortællinger fra Labrador — «Оповідання з Лабрадору»
- 1924 — Ungdomssynd — «Гріх молодості»
- 1924 — Mænd fra atlanteren — «Чоловік від атланта»
- 1927 — Klabautermanden — «Судновий домовик»
- 1928 — Ross Dane — «Данець Росс»
- 1931 — En sjømann går i land — «Моряк сходить на сушу»
- 1933 — En flyktning krysser sitt spor — «Втікач перетинає свій слід» (під псевдонімом Еспен Арнакке)
- 1936 — Vi pynter oss med horn — «Ми прикрашаємо себе рогами»
- 1937 — Det stod en benk i haven — «Стояла в парку лавка»
- 1938 — Brudulje — «Шарварок»
- 1944 — Det svundne er en drøm — «Минуле — це сон»
- 1945 — Tjærehandleren — «Торговець дьогтем»
- 1949 — Alice Atkinson og hennes elskere — "Аліс Аткінсон і її залицяльники
- 1950 — Eventyret fra kong Rhascall den syttendes tid om en palmegrønn øy — «Байка від короля Раскалла, що дбав про час на острові зелених пальм»
- 1958 — Varulven — «Перевертень»
- 1960 — Murene rundt Jeriko «Мури навколо Єрихона»
- 1961 — Felicias bryllup — «Весілля Феліції»
- 1963 — Mytteriet på barken Zuidersee — «Заколот на вітрильнику „Зюйдерзее“»

### Оповідання і новели
- 1923 — Fortællinger fra Labrador — «Оповідання з Лабрадору»
- 1924 — Storme ved Jævndøgn — «Буря біля Євндеґна»
- 1937 — Sandemose forteller — «Сандемусе розповідає»
- 1939 — September — «Вересень»
- 1940 — Fortellinger fra andre tider — «Оповідання з інших часів»
- 1946 — Agnes min deilige sommerfugl — «Аґнес, мій прекрасний метелик»
- 1965 — Dans, dans Roselill — «Танцюй, танцюй, Роселілль»

### Есеї, статті
- 1934–1936 — Fesjå — «Фешо»
- 1951–1955 — Årstidene — «Пори року»
- 1954–1969 — Rejsen til Kjørkelvik — «Мандрівка до Х'єркельвіка»
- 1960 — Murene rundt Jeriko — «Стіни навколо Єрихона»
- 1972 — Som et nesehorn med hjernebetennelse — «Як із запаленням мозку»
- 1973 — Epistler og moralske tanker — «Послання і моралістські думки»
- 1976 — Bakom står hin onde og hoster så smått — «Ось позаду стоїть зло й покашлює»

### Інше
- 1965–1966 — Verker i utvalg, I–VIII — Вибрані твори
- 1934 — Dødens agenter : Rustningsindustrien internasjonale — «Агенти смерті: інтернаціональна індустрія зброї»

## Переклади українською
- «Щур». Оповідання. Із збірки «Сучасна норвезька новела». Серія «Зарубіжна новела». Книжка 23. — Київ: «Дніпро», 1975. Переклад Ольги Сенюк
- «Минуле — то лиш сон». — Львів: Апріорі, 2024. Переклад Наталії Іваничук

## Нагороди і відзнаки
- 1927 — Carl Møllers Legat — Премія Карла Меллера
- 1930 — Emma Bærentzens Legat — Премія Емми Беренцен
- 1948 — Gyldendals legat — Премія Юллендаля
- 1959 — Doblougprisen — Премія Доблоуґа